# Plagithmysus solitarius
Plagithmysus solitarius är en skalbaggsart som beskrevs av Sharp 1896. Plagithmysus solitarius ingår i släktet Plagithmysus och familjen långhorningar. Inga underarter finns listade i Catalogue of Life.